# Редяна
Редяна (рум. Rădeana) — село у повіті Бакеу в Румунії. Входить до складу комуни Штефан-чел-Маре.
Село розташоване на відстані 206 км на північ від Бухареста, 39 км на південь від Бакеу, 119 км на південний захід від Ясс, 127 км на північний захід від Галаца, 113 км на північний схід від Брашова.

## Населення
За даними перепису населення 2002 року у селі проживали 685 осіб.
Національний склад населення села:
| Національність | Кількість осіб | Відсоток |
| -------------- | -------------- | -------- |
| румуни         | 660            | 96,4%    |
| цигани         | 25             | 3,6%     |

Рідною мовою назвали:
| Мова      | Кількість осіб | Відсоток |
| --------- | -------------- | -------- |
| румунську | 660            | 96,4%    |
| циганську | 25             | 3,6%     |